# Vălul pictat (film din 2006)
Pentru alte sensuri, vedeți Vălul pictat (dezambiguizare).

Vălul pictat (engleză: The Painted Veil) este un film american/chinezesc, lansat în anul 2006, în regia lui John Curran. Scenariul este bazat pe cartea cu același nume („Vălul pictat”), lansată în anul 1925 de W. Somerset Maugham. Este cea de-a treia adaptare după romanul lui Maugham. Prima, a fost lansată în 1934 și îi are ca protagoniști pe Greta Garbo și Herbert Marshall. Cea de-a doua, lansată în 1957, poartă numele de The Seventh Sin și îi are în rolurile principale pe Bill Travers și Eleanor Parker.
Filmul, premiat cu Globul de Aur, se bucură de un scenariu semnat Ron Nyswaner, cel care în 1993 primea premiul Oscar pentru “Cel mai bun scenariu”, cu filmul Philadelphia.
“Vălul Pictat” ne prezintă o frumoasă poveste de dragoste, ce se desfășoară în anii `20. Precum se întâmplă adesea și în realitate, unul oferă, iar celălalt nu știe să se bucure de ceea ce primește, până nu pierde totul.
Deși în rolul principal feminin a fost dorită inițial Nicole Kidman, Edward Norton a considerat-o mai potrivită pe Naomi Watts. Cele două actrițe sunt bune prietene încă din copilărie. Au și locuit împreună după divorțul dintre Nicole Kidman și Tom Cruise.

## Rezumat
Edward Norton este un bacteriolog apreciat, dar un bărbat timid, obișnuit să se dedice în totalitate muncii sale. La o petrecere, o cunoaște pe Kitty Fane (Naomi Watts), o tânără răsfățată, care vede în superficialitatea burgheziei londoneze refugiul ideal. Se îndăgostește de ea și o cere în căsătorie la scurtă vreme. Fata nu-l iubește, dar totuși acceptă căsătoria, pentru a se scăpa de presiunea părinților, care nu voiau să-i mai susțină multă vreme stilul de viață libertin.
Pentru Walter (Edward Norton), căsnicia cu femeia iubită îi dă aripi și un nou sens vieții. Totuși, lucrurile iau o cu totul altă turnură atunci când descoperă infidelitatea soției sale. Mistuitoarea gelozie îl determină să adopte decizii care le modifică ambilor parteneri viața într-un fel în care nici nu și-ar fi imaginat.

## Distribuție
- Edward Norton - Walter Fane
- Naomi Watts - Kitty Garstin Fane
- Toby Jones - Waddington
- Diana Rigg - Mother Superior
- Anthony Wong Chau Sang - Colonel Yu
- Liev Schreiber - Charles Townsend
- Juliet Howland - Dorothy Townsend
- Alan David - Mr. Garstin
- Maggie Steed - Mrs. Garstin
- Lucy Voller - Doris Garstin
- Marie-Laure Descoureaux - Sister St. Joseph
- Zoe Telford - Leona
- Yan Lü - Wan Xi
- Xia Yu - Wu Lien
- Feng Li - Song Qing

## Legături externe
- The Painted Veil la Internet Movie Database
- The Painted Veil la Allmovie
- The Painted Veil la Box Office Mojo
- The Painted Veil la Rotten Tomatoes
- The Painted Veil la Metacritic